# Nascar Winston Cup Series 1978
Nascar Winston Cup Series 1978 var den 30:e upplagan av den främsta divisionen av professionell stockcarracing i USA sanktionerad av National Association for Stock Car Auto Racing.
Säsongen bestod av 30 race och inleddes på Riverside International Raceway 22 januari och avslutades 19 november på Ontario Motor Speedway. Cale Yarborough körande för Junior Johnson & Associates tog sin tredje raka mästerskapstitel. Trots att Oldsmobile hade 11 vinster mot Chevrolets 10 så förlorade man på poäng i märkesmästerskapet. Det var Chevrolets tredja raka seger.

## Tävlingskalender
| Nr | Officiellt namn           | Bana                                                        | Datum        |
| -- | ------------------------- | ----------------------------------------------------------- | ------------ |
| 1  | Winston Western 500       | Riverside International Raceway, Riverside, Kalifornien     | 22 januari   |
| KV | 125 Mile Qualifying Races | Daytona International Speedway, Daytona Beach, Florida      | 16 februari  |
| 2  | Daytona 500               | Daytona International Speedway, Daytona Beach, Florida      | 19 februari  |
| 3  | Richmond 400              | Richmond Fairgrounds Raceway, Richmond, Virginia            | 26 februari  |
| 4  | Carolina 500              | North Carolina Motor Speedway, Rockingham, North Carolina   | 5 mars       |
| 5  | Atlanta 500               | Atlanta International Raceway, Hampton, Georgia             | 19 mars      |
| 6  | Southeastern 500          | Bristol International Raceway, Bristol, Tennessee           | 2 april      |
| 7  | Rebel 500                 | Darlington Raceway, Darlington, South Carolina              | 9 april      |
| 8  | Gwyn Staley 400           | North Wilkesboro Speedway, North Wilkesboro, North Carolina | 16 april     |
| 9  | Virginia 500              | Martinsville Speedway, Ridgeway, Virginia                   | 23 april     |
| 10 | Winston 500               | Alabama International Motor Speedway, Talladega, Alabama    | 14 maj       |
| 11 | Mason-Dixon 500           | Dover Downs International Speedway, Dover, Delaware         | 21 maj       |
| 12 | World 600                 | Charlotte Motor Speedway, Concord, North Carolina           | 28 maj       |
| 13 | Music City USA 420        | Nashville Speedway, Nashville, Tennessee                    | 3 juni       |
| 14 | Napa Riverside 400        | Riverside International Raceway, Riverside, Kalifornien     | 11 juni      |
| 15 | Gabriel 400               | Michigan International Speedway, Brooklyn, Michigan         | 18 juni      |
| 16 | Firecracker 400           | Daytona International Speedway, Daytona Beach, Florida      | 4 juli       |
| 17 | Nashville 420             | Nashville Speedway, Nashville, Tennessee                    | 15 juli      |
| 18 | Coca-Cola 500             | Pocono International Raceway, Long Pond, Pennsylvania       | 30 juli      |
| 19 | Talladega 500             | Alabama International Motor Speedway, Talladega, Alabama    | 6 augusti    |
| 20 | Champion Spark Plug 400   | Michigan International Speedway, Brooklyn, Michigan         | 20 augusti   |
| 21 | Volunteer 500             | Bristol International Raceway, Bristol, Tennessee           | 26 augusti   |
| 22 | Southern 500              | Darlington Raceway, Darlington, South Carolina              | 4 september  |
| 23 | Capital City 400          | Richmond Fairgrounds Raceway, Richmond, Virginia            | 10 september |
| 24 | Delaware 500              | Dover Downs International Speedway, Dover, Delaware         | 17 september |
| 25 | Old Dominion 500          | Martinsville Speedway, Ridgeway, North Carolina             | 24 september |
| 26 | Wilkes 400                | North Wilkesboro Speedway, North Wilkesboro, North Carolina | 1 oktober    |
| 27 | Napa National 500         | Charlotte Motor Speedway, Concord, North Carolina           | 8 oktober    |
| 28 | American 500              | North Carolina Motor Speedway, Rockingham, North Carolina   | 22 oktober   |
| 29 | Dixie 500                 | Atlanta International Raceway, Hampton, Georgia             | 5 november   |
| 30 | Los Angeles Times 500     | Ontario Motor Speedway, Ontario, Kalifornien                | 19 november  |

## Resultat
| Nr | Tävling                    | Pole position   | Flest ledda varv | Vinnare         | Team/ bilägare              | Konstruktör | Rapport |
| -- | -------------------------- | --------------- | ---------------- | --------------- | --------------------------- | ----------- | ------- |
| 1  | Winston Western 500        | David Pearson   | Cale Yarborough  | Cale Yarborough | Junior Johnson & Associates | Oldsmobile  | Rapport |
| KV | 125 Mile Qualifying Race 1 | Cale Yarborough | A.J. Foyt        | A.J. Foyt       | A.J. Foyt Racing            | Buick       | Rapport |
| KV | 125 Mile Qualifying Race 2 | Ron Hutcherson  | Richard Petty    | Darrell Waltrip | DiGard Motorsports          | Chevrolet   | Rapport |
| 2  | Daytona 500                | Cale Yarborough | Buddy Baker      | Bobby Allison   | Bud Moore Engineering       | Ford        | Rapport |
| 3  | Richmond 400               | Neil Bonnett    | Lennie Pond      | Benny Parsons   | DeWitt Racing               | Chevrolet   | Rapport |
| 4  | Carolina 500               | Neil Bonnett    | David Pearson    | David Pearson   | Wood Brothers Racing        | Mercury     | Rapport |
| 5  | Atlanta 500                | Cale Yarborough | Bobby Allison    | Bobby Allison   | Bud Moore Engineering       | Ford        | Rapport |
| 6  | Southeastern 500           | Neil Bonnett    | Benny Parsons    | Darrell Waltrip | DiGard Motorsports          | Chevrolet   | Rapport |
| 7  | Rebel 500                  | Bobby Allison   | Cale Yarborough  | Benny Parsons   | DeWitt Racing               | Chevrolet   | Rapport |
| 8  | Gwyn Staley 400            | Benny Parsons   | Darrell Waltrip  | Darrell Waltrip | DiGard Motorsports          | Chevrolet   | Rapport |
| 9  | Virginia 500               | Lennie Pond     | Darrell Waltrip  | Darrell Waltrip | DiGard Motorsports          | Chevrolet   | Rapport |
| 10 | Winston 500                | Cale Yarborough | Cale Yarborough  | Cale Yarborough | Junior Johnson & Associates | Oldsmobile  | Rapport |
| 11 | Mason-Dixon 500            | Buddy Baker     | Darrell Waltrip  | David Pearson   | Wood Brothers Racing        | Mercury     | Rapport |
| 12 | World 600                  | David Pearson   | Darrell Waltrip  | Darrell Waltrip | DiGard Motorsports          | Chevrolet   | Rapport |
| 13 | Music City USA 420         | Lennie Pond     | Cale Yarborough  | Cale Yarborough | Junior Johnson & Associates | Oldsmobile  | Rapport |
| 14 | Napa Riverside 400         | David Pearson   | Cale Yarborough  | Benny Parsons   | DeWitt Racing               | Chevrolet   | Rapport |
| 15 | Gabriel 400                | David Pearson   | Cale Yarborough  | Cale Yarborough | Junior Johnson & Associates | Oldsmobile  | Rapport |
| 16 | Firecracker 400            | Cale Yarborough | David Pearson    | David Pearson   | Wood Brothers Racing        | Mercury     | Rapport |
| 17 | Nashville 420              | Lennie Pond     | Cale Yarborough  | Cale Yarborough | Junior Johnson & Associates | Oldsmobile  | Rapport |
| 18 | Coca-Cola 500              | Benny Parsons   | Darrell Waltrip  | Darrell Waltrip | DiGard Motorsports          | Chevrolet   | Rapport |
| 19 | Talladega 500              | Cale Yarborough | Cale Yarborough  | Lennie Pond     | Ranier Racing               | Oldsmobile  | Rapport |
| 20 | Champion Spark Plug 400    | David Pearson   | Cale Yarborough  | David Pearson   | Wood Brothers Racing        | Mercury     | Rapport |
| 21 | Volunteer 500              | Lennie Pond     | Cale Yarborough  | Cale Yarborough | Junior Johnson & Associates | Oldsmobile  | Rapport |
| 22 | Southern 500               | David Pearson   | Cale Yarborough  | Cale Yarborough | Junior Johnson & Associates | Oldsmobile  | Rapport |
| 23 | Capital City 400           | Darrell Waltrip | Neil Bonnett     | Darrell Waltrip | DiGard Motorsports          | Chevrolet   | Rapport |
| 24 | Delaware 500               | J.D. McDuffie   | Bobby Allison    | Bobby Allison   | Bud Moore Engineering       | Ford        | Rapport |
| 25 | Old Dominion 500           | Lennie Pond     | Cale Yarborough  | Cale Yarborough | Junior Johnson & Associates | Oldsmobile  | Rapport |
| 26 | Wilkes 400                 | Darrell Waltrip | Darrell Waltrip  | Cale Yarborough | Junior Johnson & Associates | Oldsmobile  | Rapport |
| 27 | Napa National 500          | David Pearson   | Bobby Allison    | Bobby Allison   | Bud Moore Engineering       | Ford        | Rapport |
| 28 | American 500               | Cale Yarborough | Cale Yarborough  | Cale Yarborough | Junior Johnson & Associates | Oldsmobile  | Rapport |
| 29 | Dixie 500                  | Cale Yarborough | Buddy Baker      | Donnie Allison  | Ellington Racing            | Chevrolet   | Rapport |
| 30 | Los Angeles Times 500      | Cale Yarborough | Bobby Allison    | Bobby Allison   | Bud Moore Engineering       | Ford        | Rapport |